# Mikola Dòvhan
Mikola Dòvhan (ucraïnès: Микола Анатолійович Довгань)  (Tàlaia, 15 de juliol de 1955) és un remer ucraïnès, ja retirat, que va competir sota bandera de la Unió Soviètica durant les dècades de 1970 i 1980.
El 1976 va prendre part en els Jocs Olímpics d'Estiu de Mont-real, on fou cinquè en la prova de scull individual del programa de rem. Quatre anys més tard, als Jocs de Moscou, va guanyar la medalla de plata en la competició del quàdruple scull. Formà equip amb Iuri Xàpotxka, Valeri Kleixniov i Ievgueni Barbakov. En el seu palmarès també destaquen dues medalles d'or al Campionat del món junior, el 1972 i el 1973, i dues medalles de bronze al Campionat del Món de rem, el 1974 i el 1977, totes en scull individual.